# Kości (gra)
Kości – popularna gra dla 2-4 osób, w której gracze rzucają pięcioma sześciennymi kostkami, by uzyskać określone układy oczek, za które otrzymuje się punkty.

## Opis

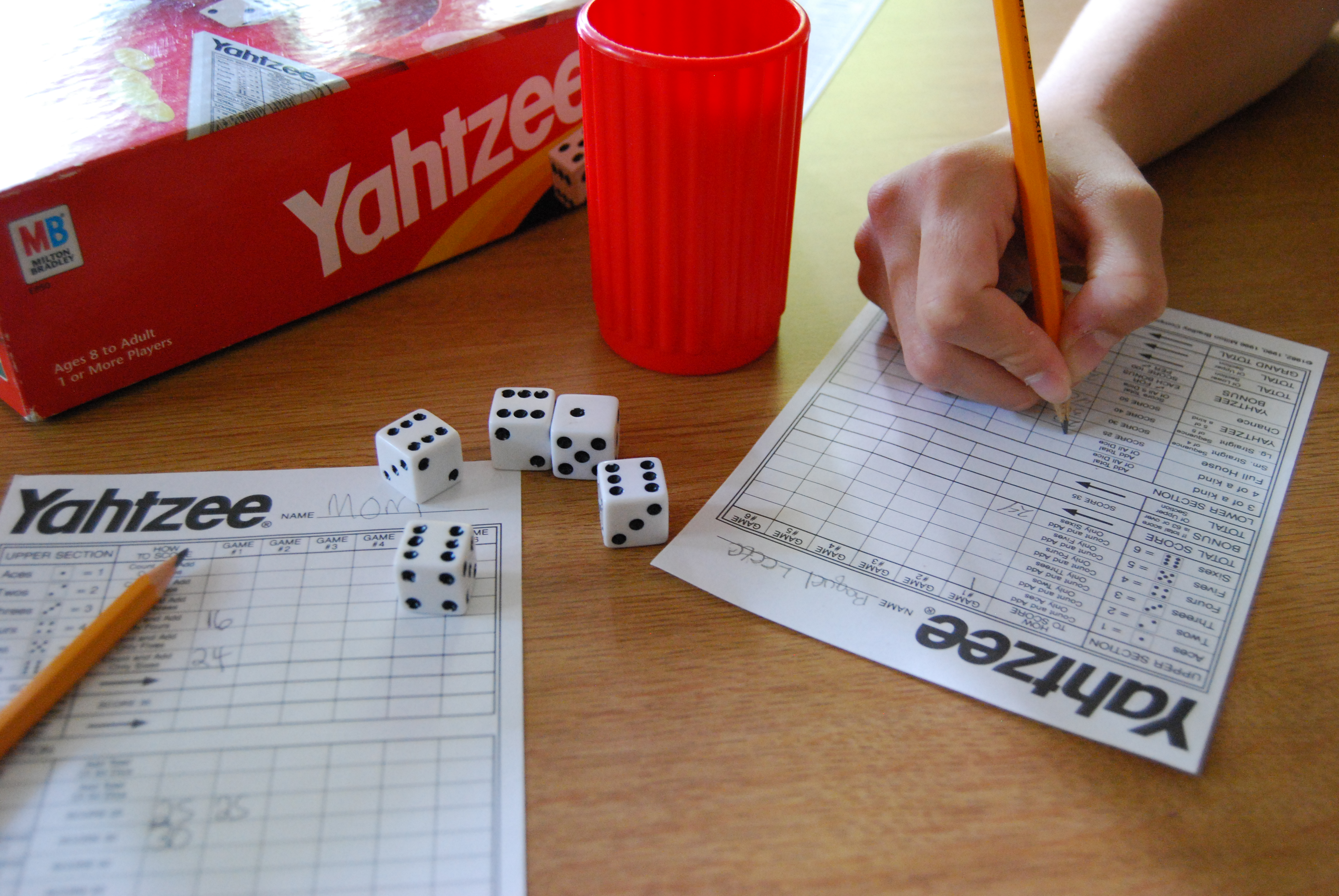
Mimo że gra Yahtzee została wydana w formie zestawu do gry, do zagrania w yahtzee wystarczy jedynie zestaw pięciu kostek, kartka i przybór do pisania

Celem gry w większości odmian jest uzyskanie największej liczby punktów. Wbrew pozorom nie jest to gra zależna tylko od szczęścia – liczy się w niej raczej umiejętność kalkulacji. Kości są grą wywodzącą się ze starożytności, najpopularniejsza standaryzacja reguł została opatentowana przez firmę Milton Bradley. Z kości wywodzi się bezpośrednio domino.

## Klasyczne zasady gry (Yahtzee)
Używa się pięciu klasycznych kości do gry o kształcie sześcianu z liczbą punktów 1, 2, 3, 4, 5 i 6 na poszczególnych ściankach.
W każdej kolejce gracz ma do dyspozycji trzy rzuty kostkami. Pierwszy rzut odbywa się zawsze wszystkimi pięcioma kostkami. Przy następnych dwóch nieobowiązkowych rzutach gracz może wybrać ze wszystkich kostki zatrzymane, a niezatrzymanymi wykonuje rzut.
Celem rzutów w kolejce jest uzyskanie odpowiedniej kombinacji. Po wykonaniu rzutów układ oczek uzyskany na kostkach musi zostać zapisany przez gracza w tabeli punktacji do jednej z kategorii. Za wybraną kategorię otrzymuje się odpowiednią liczbę punktów. Raz wybrana kategoria nie może zostać użyta ponownie. Koniec gry następuje z chwilą użycia ostatniej kategorii w tabelce. Wygrywa gracz z największą liczbą punktów.

### Tabelka

#### Górna część tabelki
| Kategoria | Wynik                    | Przykład          |
| --------- | ------------------------ | ----------------- |
| Jedynki   | Suma wyrzuconych jedynek | Wynik: 3 punkty   |
| Dwójki    | Suma wyrzuconych dwójek  | Wynik: 6 punktów  |
| Trójki    | Suma wyrzuconych trójek  | Wynik: 12 punktów |
| Czwórki   | Suma wyrzuconych czwórek | Wynik: 8 punktów  |
| Piątki    | Suma wyrzuconych piątek  | Wynik: 5 punktów  |
| Szóstki   | Suma wyrzuconych szóstek | Wynik: 18 punktów |

Na przykład jeśli gracz wyrzuci układ 4, 3, 4, 4, 1 i wskaże kategorię „czwórki”, to uzyska 12 pkt. (bo w układzie są trzy czwórki), a jeśli wybierze „trójki”, to 3 pkt. (bo wyrzuconym układzie ma tylko jedną trójkę). Wskazując kategorię „jedynki”, dostanie się tylko 1 pkt. (bo w układzie jest tylko jedna jedynka). Z kolei wskazując kategorię „dwójki”, „piątki” lub „szóstki” otrzyma 0 pkt. (bo w układzie nie ma kostek z taką liczbą oczek).
Dodatkowo jeśli w kategoriach górnej części tabeli (od jedynek do szóstek) gracz uzyska łącznie co najmniej 63 pkt, to uzyskuje premię w wysokości 35 pkt.
Premię można uzyskać między innymi wyrzucając co najmniej po 3 kości z taką samą liczbą oczek w odpowiednich kategoriach w górnej części tabeli.
Trzymanie się zasady „trzy jednakowe” jest najlepszym sposobem na uzyskanie premii, bo {\displaystyle {\begin{cases}3+2\times 3+3^{2}+4\times 3+5\times 3+6\times 3=63\\3+6+9+12+15+18=63\end{cases}}} i {\displaystyle \overbrace {3+6+\ldots +18} ^{63}} są prawdziwe. Jednak często zdarzają się sytuacje gdy ta strategia zawodzi. Wówczas najlepszym sposobem jest świadome zapisywanie wyniku w jednej z kategorii mając mniej niż 3 jednakowe, z zamiarem nadrobienia tego zapisując wynik w innej kategorii posiadając 4 jednakowe kości. Najlepszym sposobem na szybką analizę sytuacji bez zbędnego liczenia jest dodawanie różnic: 3 jednakowe to 0 punktów, mniej lub więcej niż 3 jednakowe to odpowiedni brak lub nadwyżka. Na przykład brak trzech jedynek to 3 punkty braku. Można to nadrobić poprzez wyrzucenie dodatkowej trójki, czwórki, piątki lub szóstki. Brak dwóch jedynek i jednej trójki jest do nadrobienia za pomocą czterech piątek lub czterech szóstek. Tworzenie nadmiarów jest przydatne i zwiększa szanse na uzyskanie premii. Jednak czasami kombinacje z kostek o wysokich wartościach (cztery szóstki, cztery piątki) mogą być bardziej przydatne wykorzystane w kategorii 4 jednakowe z racji swojej wysokiej punktacji i niskiej szansy na uzyskanie takiej kombinacji.

### Dolna część tabelki
| Kategoria         | Warunek do zdobycia punktów                                    | Wynik                 | Przykład          |
| ----------------- | -------------------------------------------------------------- | --------------------- | ----------------- |
| 3 jednakowe       | Trzy jednakowe kości                                           | Suma wszystkich kości | Wynik: 17 punktów |
| 4 jednakowe       | Cztery jednakowe kości                                         | Suma wszystkich kości | Wynik: 24 punktów |
| Full              | Trójka i para                                                  | 25                    | Wynik: 25 punktów |
| Mały strit        | Cztery kości z oczkami po kolei (1-2-3-4, 2-3-4-5 lub 3-4-5-6) | 30                    | Wynik: 30 punktów |
| Duży strit        | Pięć kości z oczkami po kolei (1-2-3-4-5 lub 2-3-4-5-6)        | 40                    | Wynik: 40 punktów |
| Generał (Yahtzee) | Pięć jednakowych kości                                         | 50                    | Wynik: 50 punktów |
| Szansa            | –                                                              | Suma wszystkich kości | Wynik: 13 punktów |

Wyboru każdej z wolnych kategorii można dokonać niezależnie od posiadanego układu, przy czym jeśli nie spełnia on określonych wymagań, to otrzymuje się 0 pkt. (taki wybór za 0 pkt. jest czasami konieczny, kiedy układ nie pasuje do żadnej z wolnych kategorii).
Duży strit jest jednym z układów z najmniejszą szansą na uzyskanie i jednym z najbardziej punktowanym. Największą szansę na uzyskanie dużego strita posiada się posiadając kombinację 2-3-4-5. Wówczas dowolna jedynka lub szóstka zapewnia ten układ. Dużego strita można też próbować uzyskać posiadając już małego strita. Próby uzyskania dużego strita mając już zapisanego małego strita są najbardziej problematyczne – w przypadku porażki istnieje problem z zapisem: zazwyczaj w takiej sytuacji nie ma żadnych 3 jednakowych kostek co mocno utrudnia wybór kategorii.
Generały
Drugi, trzeci i każdy kolejny wyrzucony generał może zostać użyty jako joker, jeśli kategoria „generał” i kategoria z górnej części tabeli odpowiadająca danemu generałowi są już wykorzystane.
Jokera zapisuje się w dolnych kategoriach tabeli punktacji, otrzymując stosowną liczbę punktów (tzn. 25 pkt. za fula, 30 pkt za małego strita, 40 pkt. za dużego lub sumę oczek za pozostałe), chyba że wszystkie dolne kategorie są już wykorzystane, wtedy trzeba go zapisać do jednej z górnych, za 0 pkt.
Poza możliwością użycia jako dżokerów za kolejnych wyrzuconych generałów otrzymuje się 100 pkt. premii, ale pod warunkiem że pierwszy został zapisany do kategorii „generał”.

## Probabilistyka

### Szansa na uzyskanie Generała

#### Określony generał
Prawdopodobieństwo uzyskania dokładnie określonego generała poprzez zbieranie tylko kości o wybranej wartości:
| Liczba jednakowych kości | Przed pierwszym rzutem | Przed drugim rzutem | Przed trzecim rzutem |
| ------------------------ | ---------------------- | ------------------- | -------------------- |
| 4                        | –                      | 30,56%              | 16,67%               |
| 3                        | –                      | 9,34%               | 2,78%                |
| 2                        | –                      | 2,85%               | 0,46%                |
| 1                        | –                      | 0,87%               | 0,08%                |
| 0                        | 1,33%                  | 0,27%               | 0,01%                |

#### Dowolny generał
Szansa na uzyskanie dowolnego generała poprzez gromadzenie jak największej liczby jednakowych kości:
| Większość jednakowych kości | Przed pierwszym rzutem | Przed drugim rzutem | Przed trzecim rzutem |
| --------------------------- | ---------------------- | ------------------- | -------------------- |
| 4                           | –                      | 30,56%              | 16,67%               |
| 3                           | –                      | 9,34%               | 2,78%                |
| 2                           | –                      | 2,91%               | 0,46%                |
| 1                           | –                      | 1,26%               | 0,08%                |
| 0                           | 4,60%                  | –                   | –                    |

#### Prawdopodobieństwo uzyskania konkretnej liczby jednakowych kości po 3 rzutach
| Liczba jednakowych kości | Szansa |
| ------------------------ | ------ |
| Co najmniej 1            | 93,51% |
| Co najmniej 2            | 69,88% |
| Co najmniej 3            | 35,48% |
| Co najmniej 4            | 10,44% |
| Dokładnie 5              | 1,33%  |

Prawdopodobieństwo uzyskania określonego układu po 1 rzucie
| Kategoria         | Szansa | Średni wynik punktowy | Wynik punktowy * prawdopodobieństwo |
| ----------------- | ------ | --------------------- | ----------------------------------- |
| 3 jednakowe       | 27,77% | 16,5                  | 4,58                                |
| 4 jednakowe       | 2,31%  | 17                    | 0,39                                |
| Full              | 3,85%  | 25                    | 0,96                                |
| Mały strit        | 23,15% | 30                    | 6,94                                |
| Duży strit        | 1,54%  | 40                    | 0,62                                |
| Generał (Yahtzee) | 0,08%  | 50                    | 0,04                                |
| Szansa            | 100%   | 17,5                  | 17,5                                |

## Probabilistyka optymalnej strategii
Określono strategię maksymalizacji oczekiwanego wyniku. Średni wynik przy użyciu tej strategii to 254,59. Ta średnia jest oparta na obliczeniach używając reguły Jokera.
Warto zauważyć, że strategia „optymalna” po prostu maksymalizuje przeciętny wynik. Nie zwiększa szans na wygranie gry. Są dwa główne powody tego:
Po pierwsze, optymalna strategia nie uwzględnia żadnych przeciwników. W normalnych rozgrywkach gracz dostosuje swoją strategię w zależności od wyników innych graczy lub gracza.
Po drugie, optymalna strategia często zdaje się na nic w przypadku gdy przeciwnikowi uda się wyrzucić jeden lub kilka generałów. Często graczowi nie udaje się wyrzucić generała gdy przeciwnikowi się udało, przez co przegrywa w większości przypadków. Wyrzucenie dwóch generałów potęguje przewagę i czyni zwycięstwo prawie niemożliwym jeśli gracz też nie posiada dwóch generałów.
Pomimo tych ograniczeń strategia „optymalna” dostarcza użytecznych wskazówek co do najlepszej strategii, zwłaszcza w początkowych rundach. Strategia „optymalna” dla pierwszej rundy jest opisana w następnej sekcji. Po pierwszej rundzie zapełniająca się szybko tabela utrudnia szczegółową analizę, ale we wczesnych rundach gracze zazwyczaj po prostu dostosowują Strategię Pierwszej Rundy, uwzględniając dostępne pola. Na przykład jeśli gracz wyrzucił 15566 w pierwszej rundzie powinien zostawić dwie szóstki, ale jeśli pole szóstek zostało już użyte to w naturalny sposób gracz pozostawi dwie piątki.
Poniższa tabela pokazuje średni wynik uzyskany przy użyciu strategii optymalnej oraz prawdopodobieństwo, że gracz będzie zmuszony zapisać 0 w danej kategorii:
| Kategoria                   | Średni wynik | Szansa na zerowy wynik |
| --------------------------- | ------------ | ---------------------- |
| Jedynki                     | 1,88         | 10,84%                 |
| Dwójki                      | 5,28         | 1,80%                  |
| Trójki                      | 8,57         | 0,95%                  |
| Czwórki                     | 12,16        | 0,60%                  |
| Piątki                      | 15,69        | 0,50%                  |
| Szóstki                     | 19,19        | 0,53%                  |
| Bonus                       | 23,84        | 31,88%                 |
| 3 jednakowe                 | 21,66        | 3,26%                  |
| 4 jednakowe                 | 13,10        | 36,34%                 |
| Full                        | 22,59        | 9,63%                  |
| Mały strit                  | 29,46        | 1,80%                  |
| Duży strit                  | 32,71        | 18,22%                 |
| Generał                     | 16,87        | 66,26%                 |
| Szansa                      | 22,01        | –                      |
| Bonus za dodatkowe generały | 9,58         | 91,76%                 |
| Łącznie                     | 254,59       | –                      |

Bonus za 63 punkty w górnej części tabeli jest uzyskiwany w 68% gier, ale tylko w 1% gier gracz poprzez wyrzucenie dokładnie 3 jednakowych kości w każdej kategorii. W kolejnych 5% gier gracz wyrzuca co najmniej 3 jednakowe kości w każdej kategorii i 4 jednakowe kości w co najmniej jednej kategorii. W pozostałych 62% gier istnieje co najmniej jedna kategoria, która osiąga parę lub mniej, ale premia osiągnięta jest poprzez nadrobienie przez wyrzucenie i zapisanie 4 jednakowych w jednej lub kilku kategoriach. Można obliczyć maksymalny średni wynik z różnymi regułami. Kiedy zasady zostaną zmienione tak, że nie ma premii za górną część tabeli, średni wynik spada z 254,59 do 237,84, czyli o 16,75. To porównuje się ze średnim bonusem 23.84 i pokazuje, że zmiana strategii polegająca na usilnym zdobyciu premii wpływa niekorzystnie na inne kategorie w dolnej części tabeli: średni wynik w pozostałych kategoriach spada o 7.09.
Generał uzyskiwany jest w około 34% gier, podczas gdy premia za drugiego generała w około 8% gier, za trzeciego w 1%, a za czwartego w 0,1% gier. Średnia liczba generałów w grze to 0,46. Obejmuje to około 3% gier, w których generał zostaje rzucony po zapisaniu 0 w kategorii Generał i zostaje wykorzystany jedynie jako Joker.
W około 3,7% gier Generał jest używany jako Joker i zdobywa punkty w kategoriach Full, Mały Strit i Duży Strit. W około 75% przypadków oprócz wykorzystania generała jako jokera gracz otrzymuje również premię.
Mimo że średni wynik to 254.59, mediana wynosi 248, a dominanta wynosi 266, z wynikiem 1,26% wartości. Pierwszy procent wynosi 151 (tj. 1% wyników to wyniki 151 lub mniej), podczas gdy 99 procentem jest 473 (tj. 99% wyników to 473 lub mniej).

## Optymalna strategia pierwszej rundy
Źródło:
Strategia pierwszej rundy opisana tutaj oparta jest na strategii „optymalnej”. Czasem istnieją dwie możliwości, które są niemal równie dobre. W tych przypadkach podano najprostszą opcję, tzn. taką, która jest zgodna z ogólnymi zasadami.

### Wybór drugiego i trzeciego rzutu
Zasadniczą zasadą po pierwszym i drugim rzucie jest utrzymanie jak największej liczby podobnych kości i wycofanie reszty. Kiedy gracz ma fulla, powinien zostawić 3 jednakowe kości i rzucać resztą. Kiedy gracz ma dwie pary, powinien zostawić wyższą parę i rzucać pozostałymi trzema kostkami. Jeśli ma dużego strita powinien go zapisać.Jeśli natomiast ma małego strita powinien go zostawić i rzucać piątą kostką. Jeśli wszystkie kostki są różne i nie ma stritów – zachować kość o numerze 5 i rzucać resztą.
Jest wiele wyjątków od tych zasad. Te wyjątki różnią się w zależności od drugiego i trzeciego rzutu:
Wyjątki przed drugim rzutem:
- Z fullem zawierającym trzy jedynki najlepiej zapisać wynik w kategorii Full.
- Z kombinacji 12344 najlepiej zachować parę, a nie małego strita.
- W przypadku kombinacji 3456 i parą najlepiej zachować parę, a nie małego strita.
- Posiadając parę jedynek najlepiej zachować kostki tworzące kombinacje 345 lub pozostawić kostki 5, 4 albo 6, a resztą kośćmi rzucać.

Więc przed drugą najlepiej nigdy nie zachowywać dwóch par, par jedynek i nigdy nie rzucać wszystkimi kostkami ponownie.
Wyjątki przed trzecim rzutem:
- Z fullem zawierającym trzy jedynki, trzy dwójki lub trzy trójki najlepiej zapisać wynik w kategorii Full.
- Z parą jedynek i parą dwójek lub parą jedynek i parą trójek, najlepiej zachować obie pary.
- W przypadku kombinacji 11345 lepiej zostawić 345, a nie parę.
- W przypadku kombinacji 12456 najlepiej zachować 456, a nie tylko 5.

### Wybór kategorii
W około 80% gier gracz ma co najmniej 3 jednakowe kości lub strita. W przypadku gdy graczowi pasuje jedna z kategorii w dolnej części tabeli: Generał, Mały Strit, Duży Strit, Full powinien tam dokonać zapisu, natomiast posiadając 3 lub 4 jednakowe kostki dokonać odpowiedniego zapisu w górnej części tabeli. Jedyny wyjątek polega na tym, że jeśli gracz posiada 3 jednakowe, gdzie suma kostek wynosi 25 lub więcej, powinien zapisać wynik w kategorii 3 jednakowe. Kategoria 4 jednakowe nigdy nie powinna być wykorzystywana w pierwszej rundzie.
W pozostałych 20% przypadkach gracz będzie miał słabą rękę: dwie pary, jedna para lub wszystkie kostki inne. W takich sytuacjach nie ma atrakcyjnego wyboru, a jedyny wybór polega na wyborze między zapisem w górnej części tabeli a skorzystaniem ze szansy. Z dwoma parami najlepiej postępować zgodnie z regułami niższych par. Reguła zależy od tego, czy para (lub mniejsza para) jest niska (1, 2 lub 3) lub wysoka (4, 5 lub 6):
- przy małej parze najlepiej dokonać wpisu w odpowiedniej kategorii w górnej części tabeli (jedynki, dwójki, trójki), chyba że suma kostek wynosi 22 lub więcej – w takim przypadku można skorzystać z kategorii Szansa.
- z wysoką parą najlepiej dokonać zapisu w kategorii jedynki, chyba że suma kostek wynosi 20 lub więcej – w takim przypadku można skorzystać z kategorii Szansa. Jedynym wyjątkiem jest to, że w przypadku kombinacji 23446 powinno się skorzystać z kategorii Szansa, mimo że taka kombinacja jest warta tylko 19 punktów.
- Jeśli wszystkie kości są różne, najlepiej dokonać zapisu w kategorii Jedynki.

### Optymalna strategia kolejnych rund
Strategia w kolejnych rundach powinna być jak najbardziej zbliżona do strategii pierwszej rundy, ale modyfikowana w zależności od dostępnych kategorii oraz gry przeciwnika.

## Wersje gry

### Kości potrójne
Każdy gracz ma 3 kolumny. W drugiej i trzeciej otrzymuje się odpowiednio 2 i 3 razy więcej punktów. Jednocześnie gra jest dłuższa (składa się z 39 kolejek podczas gdy gra standardowa z 13 kolejek).

### Kościany poker
Kolejną wersją jest kościany poker znany też jako kości pełne. W górnej części tabeli punkty obliczane są według wzoru: (liczba wyrzuconych kostek – 3) × liczba oczek. Górna część tabeli nie jest wliczana do wyniku, ale od jej wyniku zależy kara lub premia (kara -30 punktów, gdy punkty za górną część tabeli < 0 i premia +30 pkt. za liczbę punktów > 10). W tej wersji jest zmodyfikowana dolna część tabeli:
| Kategoria       | Warunek do zdobycia punktów     | Liczba punktów                      | Przykład          |
| --------------- | ------------------------------- | ----------------------------------- | ----------------- |
| Para            | 2 takie same kości              | Liczba oczek w parze                | Wynik: 8 punktów  |
| Dwie pary       | 2 pary jednakowych kości        | Liczba oczek w parach               | Wynik: 14 punktów |
| Trójka          | 3 jednakowe kości               | Liczba punktów w trójce             | Wynik: 15 punktów |
| Kareta          | 4 jednakowe kości               | Liczba punktów w czwórce + 20       | Wynik: 44 punkty  |
| Nieparzyste     | Wszystkie kości nieparzyste     | Suma oczek wszystkich kości         | Wynik: 15 punktów |
| Parzyste        | Wszystkie kości parzyste        | Suma oczek                          | Wynik: 24 punkty  |
| Mały strit      | Kombinacja 1, 2, 3, 4, 5        | 15 pkt                              | Wynik: 15 punktów |
| Duży strit      | Kombinacja 2, 3, 4, 5, 6        | 20 pkt                              | Wynik: 20 punktów |
| Full            | 3 jednakowe i 2 jednakowe kości | Suma oczek ze wszystkich kości + 10 | Wynik: 29 punktów |
| Poker (Generał) | 5 jednakowych kości             | Suma oczek ze wszystkich kości + 50 | Wynik: 80 punktów |
| Szansa          | –                               | Suma oczek ze wszystkich kości      | Wynik: 13 punktów |

### Yamb
Odmiana Yahtzee popularna w Chorwacji, w której tabelka składa się z 4 kolumn: Góra, Dół, Luzik, Tutaj. Górna część tabeli jest identyczna jak w Yahtzee natomiast dolna część dzieli się na 2 części tzw. Minimax oraz Figury.
| Kategoria | Warunek do zdobycia punktów     | Liczba punktów                                                                                           | Przykład                                                                                       |
| MINIMAX   | MINIMAX                         | MINIMAX                                                                                                  | MINIMAX                                                                                        |
| --------- | ------------------------------- | --- | ---------------------------------------------------------------------------------------------- |
| MIN       | –                               | (MAX – MIN) * Liczba jedynek z górnej części tabeli Wartości MAX, MIN to suma oczek ze wszystkich kostek | MIX: Wynik: 13 punktów MAX: Wynik: 25 punktów Liczba jedynek: 3 WYNIK = (25-13)*3 = 36 punktów |
| MAX       | –                               | (MAX – MIN) * Liczba jedynek z górnej części tabeli Wartości MAX, MIN to suma oczek ze wszystkich kostek | MIX: Wynik: 13 punktów MAX: Wynik: 25 punktów Liczba jedynek: 3 WYNIK = (25-13)*3 = 36 punktów |
| FIGURY    |                                 | |                                                                                                |
| Dwie pary | Dwie pary kości                 | Suma oczek z dwóch par                                                                                   | Wynik: 10 punktów                                                                              |
| Trójka    | Trzy jednakowe kości            | Suma oczek z trójki + 10                                                                                 | Wynik: 25 punktów                                                                              |
| Strit     | 5 oczek po kolei                | Suma oczek + 20 lub 66 po pierwszym rzucie, 56 po drugim i 46 po trzecim                                 | Wynik: 40 punktów lub 66,56 lub 46 punktów                                                     |
| Full      | 3 jednakowe i 2 jednakowe kości | Suma oczek ze wszystkich kości + 30                                                                      | Wynik: 49 punktów                                                                              |
| Kareta    | 4 jednakowe kości               | Suma oczek z czwórki + 40                                                                                | Wynik: 64 punkty                                                                               |
| Yamb      | 5 jednakowych kości             | Suma oczek ze wszystkich kości + 50                                                                      | Wynik: 80 punktów                                                                              |

Każda kolumnę zapełnia się według określonych zasad:
Góra – kolumnę zapełnia się od góry do dołu (najpierw należy dokonać wpisu w kategorii Jedynki, następnie Dwójki itd.),
Dół – kolumnę zapełnia się od dołu do góry (najpierw należy dokonać wpisu w kategorii Yamb, następnie Kareta itd.),
Luzik – kolumnę wypełnia się dowolnie bez ograniczeń,
Tutaj – aby dokonać wpisu w tej kolumnie należy zgłosić deklaracje po 1 rzucie podając pożądaną kategorię. Wpisu potem nie można zmienić.
Gra kończy się po 56 kolejkach dla każdego gracza (po zapełnieniu tabeli).

#### Dodatkowe kolumny
Istnieje możliwość rozszerzenia gry o dodatkowe kolumny dobrane wedle uznania graczy. Najczęściej spotykane dodatkowe kolumny to między innymi:
- Góra-Dół – kolumnę zapełnia się od góry i od dołu jednocześnie,
- Środek – kolumnę zapełnia się od środka w obu kierunkach (Od MIN w górę i od MAX do dołu),
- Pierwszy rzut – wpisu do kolumny można dokonać tylko po 1 rzucie (bez wykorzystywania pozostałych dwóch rzutów),
- Maksimum – wpisu do kolumny można dokonać tylko, gdy wartość punktów jest zbliżona do maksymalnego wartości. Maksymalne dozwolone odchylenie jest ustalane z innymi graczami.

### Kości stritowe
Odmiana Yahtzee, w której dużą rolę stanowi wyrzucanie tzw. stritów. Oprócz standardowej górnej i dolnej części tabeli dodatkowo stosuje się środkową część tabeli, na którą składają się określone kombinacje kostek. Punkty za każdą kategorię to suma oczek w układzie.
| Kategoria | Warunek do zdobycia punktów                 | Punkty |
| --------- | ------------------------------------------- | ------ |
| 1-2-3     | Kombinacja 1-2-3                            | 6      |
| 2-3-4     | Kombinacja 2-3-4                            | 9      |
| 3-4-5     | Kombinacja 3-4-5                            | 12     |
| 4-5-6     | Kombinacja 4-5-6                            | 15     |
| 1-2-3-4   | Kombinacja 1-2-3-4                          | 10     |
| 2-3-4-5   | Kombinacja 2-3-4-5                          | 14     |
| 3-4-5-6   | Kombinacja 3-4-5-6                          | 18     |
| BONUS     | 63 punkty łącznie we wszystkich kategoriach | 35     |

Maksymalna łączna liczba punktów w tej części tabeli to 84 (42 punkty za kombinacje z 3 kostek i 42 punkty za kombinacje z 4 kostek). Podobnie jak w górnej części tabeli za uzyskanie co najmniej 63 punktów przyznawany jest bonus w wysokości 35 punktów.